# Ivar Halfdansson
Pour les articles homonymes, voir Halfdansson.
Ivar Halfdansson était un roi d'Oppland (en Norvège), l'un des petits royaumes de Norvège au cours de la Période de Migration. C'était un comte de Norvège, Jarl et roi de Uplanders, arrière-grand-père de Rollon de Normandie.
Il est mentionné dans le « Ættartalur » à la section de Flateyjarbók.
Il serait le père d'Eystein Glumra. La saga consacrée aux comtes d'Orcades fait de lui l’ancêtre des comtes d'Orcades et aussi celui de Rollon de Normandie.
Il est souvent confondu avec d'autres personnes nommées Ivar dans les sagas.